# Carlos Bueno
Carlos Bueno, vollständiger Name Carlos Heber Bueno Suárez, (* 10. Mai 1980 in Artigas, Uruguay) ist ein ehemaliger uruguayischer Fußballspieler.

## Karriere

### Verein

#### Beginn der Karriere
Carlos Bueno, Sohn Eber Buenos, eines ehemaligen für San Lorenzo und Atlanta aktiven Profifußballers, stammt aus der Jugendabteilung des uruguayischen Erstligavereins Peñarol Montevideo. Dort war spielte bis 2005 in der Profimannschaft und absolvierte in diesem Zeitraum mindestens 119 Spiele, in denen er 56 Treffer erzielte. Er gewann 1999 sowie 2003 den Meistertitel in Uruguay. In dieser Zeit wurde er 2004 mit 16 Treffern gemeinsam mit Miguel Ximénez Torschützenkönig des Clasificatorio 2004. Ende 2004 kam es dann zur Auseinandersetzung Buenos (und des Spielers Cristian Rodríguez) mit dem Verein, da er sich weigerte seinen am Jahresende auslaufenden Vertrag zu verlängern. Dies führte letztlich zu einer gerichtlichen Entscheidung durch den Internationalen Sportgerichtshof. In dem sogenannten südamerikanischen Bosman-Urteil wurde die Unwirksamkeit einer im Vertragswerk enthaltenen Klausel festgestellt, die auf dem sogenannten „Estatuo del Jugador Uruguayo“, dem uruguayischen Fußballspieler-Statut, fußte. Diese Klausel enthielt eine vereinsseitige Option auf Vertragsverlängerung. Die Weigerung des Spielers zur Unterzeichnung des neuen Arbeitspapiers hatte seinen Ausschluss vom Trainingsbetrieb zur Folge, band ihn aber nach wie vor an den Verein, so dass er sich keinem neuen Klub anschließen konnte.

#### Wechsel nach Europa
2005 wechselte er dann nach Frankreich zu Paris Saint-Germain, wo er in zwölf Einsätzen jedoch kein Tor erzielte. In der Ligue 1 belegte er mit seinem Team 2005/06 den neunten Tabellenrang und gewann in jener Spielzeit die Coupe de France. Daraufhin wurde er für eine Saison an den portugiesischen Club Sporting Lissabon verliehen. Am 3. Februar 2007 erzielte Carlos Bueno im Ligaspiel gegen Nacional Funchal innerhalb von 19 Minuten 4 Tore. Dies blieben seine einzigen Tore in 14 absolvierten Ligaspielen. Zweimal kam er zudem in der Champions League zum Zuge. Dabei traf er einmal. Am Ende der Spielzeit 2006/07 wurde er mit Sporting Lissabon als Tabellenzweiter Vizemeister und gewann mit dem Team die Taça de Portugal, den nationalen Pokal.

#### Vorübergehende Rückkehr nach Südamerika
Bueno, dessen Transferrechte zu jenem Zeitpunkt weiterhin bei Paris lagen, schloss sich anschließend im August 2007 für die Apertura jenes Jahres auf Leihbasis den Boca Juniors an und traf hier in neun Liga-Einsätzen einmal ins gegnerische Tor. Bei der Copa Sudamericana 2007, in der die Argentinier im Achtelfinale ausschieden, stand er auch international einmal für die Boca Juniors auf dem Platz. Nachfolgend schloss er sich dann wieder seinem Heimatverein Peñarol an, für den er in den drei Halbserien von der Clausura 2008 bis zur Clausura 2009 38-mal in der Primera División auf dem Platz stand und dabei 20 Treffer erzielte. Zudem wurde er zweimal in der Copa Libertadores eingesetzt.

#### Spanien, Chile, Mexiko und Argentinien
In der Saison 2009/10 spielte er als Leihspieler in Spaniens Zweiter Liga bei Real Sociedad. Bei den Spaniern debütierte er am 29. August 2009 gegen UD Las Palmas in der Segunda División. Seine letzte Zweitligapartie für den Klub bestritt er am 13. Juni 2010 gegen Celta de Vigo. Insgesamt erzielte er dort in 33 Ligaspielen zwölf Tore und kam einmal in der Copa del Rey zum Einsatz. Für Real Sociedad stand am Saisonende der Aufstieg in die Primera División. Nach einem Engagement in Chile bei CF Universidad de Chile, bei dem er sieben Tore in 15 Einsätzen erzielte, wechselte er nach Mexiko. Dort unterschrieb der Stürmer für drei Jahre. Sein neuer Verein erwarb im Dezember 2010 für eine kolportierte Gesamtsumme von 700.000 US-Dollar sowohl die eine Hälfte der Transferrechte seitens Universidads als auch die anderen bei Bueno selbst liegenden 50 Prozent der Rechte. Er debütierte am 8. Januar 2011 im Heimspiel gegen Tigres für seinen neuen Arbeitgeber Querétaro Fútbol Club. In der Spielzeit 2010/11 belegte er mit dem Erstligisten den 16. Rang der Gesamtjahrestabelle. Für die Mexikaner schoss er in der Clausura 2011 in 17 Spielen neun Tore. In der Apertura 2011 folgten zwölf Treffer bei 20 Einsätzen. Letztmals lief er im Halbfinale der Apertura jenes Jahres am 4. Dezember 2011 erneut gegen Tigres für Querétaro auf. Am 3. Januar 2012 bestätigte Bueno, zum von Leonardo Madelón trainierten Verein San Lorenzo de Almagro nach Argentinien zu wechseln. Bei den Argentiniern trat er ein Engagement auf Leihbasis für ein Jahr an. Dort absolvierte er in der Clausura 2012 17 Spiele (acht Tore) in der Primera A. Allerdings sind der Apertura 2012 vom ersten Spiel am 21. Juli 2012 gegen León bis zum letzten Auflaufen Buenos am 6. Oktober 2012 in der Partie gegen Santos wiederum elf Spiele und zwei Torerfolge beim Querétaro Fútbol Club für ihn verzeichnet. Anfang 2013 schloss er sich im Rahmen einer sechsmonatigen Ausleihe dem von Martín Lasarte trainierten chilenischen Verein Universidad Católica an. Dabei traf er mit Lasarte auf einen Trainer, der ihn bereits bei Real Sociedad in dieser Position betreute. Bei den Chilenen absolvierte er zwölf Erstligaspiele, in denen er fünf Tore erzielte. Sodann wechselte der von Rafael Monje beratene Bueno Anfang Juli 2013 für ein Jahr auf Leihbasis zu Belgrano de Córdoba in die argentinische Primera División. Dort absolvierte er bis zu seinem bislang letzten Ligaeinsatz am 5. Mai 2014 29 Ligaspiele (drei Tore). Auch kam er zweimal in der Copa Sudamericana für seinen Klub zum Zuge. Mitte Juni 2014 wurde sodann in der Presse über einen bevorstehenden Wechsel Buenos zu Unión de Santa Fe spekuliert. Er wechselte jedoch schließlich zu CA San Martín de San Juan. Beim in San Juan ansässigen Verein wurde 2014 in 16 Partien (vier Tore) der Primera B Nacional eingesetzt und stieg mit dem Team in die Primera División auf. Dort folgten drei Tore bei 14 weiteren Erstligaeinsätzen. Mitte Dezember 2015 unterschrieb er für anderthalb Jahre bei CA Sarmiento. Für Sarmiento lief er in fünf Erstligapartien auf und traf dreimal ins gegnerische Tor. Am 13. März 2016 lösten der Verein und Bueno nach der Berufung des neuen Trainers Ricardo Caruso Lombardi den noch bis Juni 2017 laufenden Vertrag in beiderseitigem Einvernehmen auf. Ab Mitte März 2016 stand er bei den Argentinos Juniors unter Vertrag und erzielte bei insgesamt acht Erstligaeinsätzen zwei Treffer. Anfang Juli 2016 schloss er sich dem uruguayischen Erstligisten Liverpool Montevideo an. Bei den Montevideanern traf er in der Saison 2016 viermal bei 14 Erstligaeinsätzen ins gegnerische Tor. Mitte Januar 2017 verpflichtete ihn der Santa Tecla Fútbol Club. Beim Klub aus El Salvador stehen bislang (Stand: 3. März 2017) fünf Ligaspiele und drei Treffer für ihn zu Buche.

### Nationalmannschaft
Bueno gehörte der uruguayischen Junioren-Nationalmannschaft an, die 1999 an der U-20-Südamerikameisterschaft in Argentinien teilnahm und den zweiten Platz belegte. Er war auch Mitglied des A-Nationalteams. Dort debütierte er am 16. Juli 2003 unter Nationaltrainer Juan Ramón Carrasco im Freundschaftsländerspiel gegen Argentinien, als er in der 70. Spielminute für Vicente Sánchez eingewechselt wurde. In der Folgezeit kam er in der WM-Qualifikation zur Weltmeisterschaft 2006 ebenso zum Einsatz wie bei der Copa América 2004. Bei letztgenanntem Turnier belegte er mit der Celeste, die mittlerweile von Jorge Fossati betreut wurde, den dritten Turnierrang und war mit drei erzielten Treffern erfolgreichster Torschütze seiner Mannschaft. Insgesamt absolvierte er 24 Länderspiele für Uruguay, in denen er 13 Tore erzielte. Sein letzter Einsatz für die Celeste datiert vom 14. Oktober 2008.

### Erfolge
- 2× Uruguayischer Meister (1999, 2003)
- Salvadorianischer Meister 2016/17
- Torschützenkönig des Torneo Clasificatorio 2004 der Primera División
- Coupe de France 2006
- Portugiesischer Pokalsieger 2007
- Junioren-Vize-Südamerikameister 1999

## Sonstiges
Im Dezember 2014 wurde gegen Bueno der Vorwurf erhoben, maßgeblich an einer Schlägerei in San Juan beteiligt gewesen zu sein. In diesem Zusammenhang wurde er auch richterlich vernommen. Allerdings übernahm schließlich gegenüber der Presse sein venezolanischer Mitspieler Michael Covea die Verantwortung für den Vorfall. Bueno habe lediglich die drei weiblichen Begleiterinnen des Kontrahenten gegrüßt, was den Ausgangspunkt der Auseinandersetzung gebildet habe. An der anschließenden Schlägerei sei er nicht weiter aktiv beteiligt gewesen.